# 莎草薊蚜
莎草薊蚜（学名：Subsaltusaphis taoi）为斑蚜科薊斑蚜屬下的一个种。